# Theodór Elmar Bjarnason
Theodór Elmar Bjarnason, född 4 mars 1987 i Reykjavík, är en isländsk fotbollsspelare (mittfältare) som spelar för grekiska Lamia.

## Karriär
Bjarnason moderklubb är KR Reykjavík. Han kom till IFK Göteborg sommaren 2009 från den norska klubben FC Lyn Oslo som drabbats av ekonomiska bekymmer och inte hade råd att betala ut spelarlöner. Bjarnason spelade med nummer 28 i IFK Göteborg. 
Den 31 januari 2012 skrev Bjarnason på för danska Randers. Inför säsongen 2015/2016 gick han till ligakonkurrenten AGF Aarhus. I juli 2017 värvades Bjarnason av turkiska Elazığspor. Den 5 januari 2019 värvades Bjarnason av Gazişehir Gaziantep, där han skrev på ett 1,5-årskontrakt. Den 24 juli 2019 skrev Bjarnason på ett tvåårskontrakt med Akhisarspor.
Den 30 december 2020 värvades Bjarnason av grekiska Lamia. Bjarnason debuterade i Grekiska superligan den 4 januari 2021 i en 2–0-vinst över Aris, där han blev inbytt i den 62:a minuten mot Leonardo Villalba.